# الشباب (موزامبیک)
الشباب (عربی: الشباب)، انصار السنه (عربی: أنصار السنة) یا اهل السنه و الجماعه، یک گروه ستیزه‌جوی اسلام‌گرا، فعال در استان کابو دلگادو، موزامبیک است. از اکتبر ۲۰۱۷، این گروه، به دنبال تضعیف دولت سکولار جبهه آزادی‌بخش موزامبیک و ایجاد یک حکومت اسلامی، شورشی را در منطقه به راه انداخته است و گه‌گاه، مناطقی را از دولت تصرف کرده و به ارتکاب جنایت‌هایی علیه غیرنظامیان، متهم شده است.
اگرچه منشأ تاریخی دقیق الشباب، مشخص نیست، اما این گروه، از سال ۲۰۱۵، فعالیت نظامی داشته است. اعضای آن، عمدتاً، جوانان فقیر موزامبیکی و مهاجران دیگر کشورهای شرق آفریقا را تشکیل می‌دهند، اما به دلیل حملات متقابلی که توسط دولت موزامبیک و نیروهای حافظ صلح متحدانش انجام شده، تعداد آنها به ۳۰۰ تا ۱۰۰۰ سرباز کاهش یافته است. از سال ۲۰۱۹، داعش، رسماً، الشباب را وابسته به داعش مرکز آفریقا می‌داند. با این حال، مشخص نیست که آیا طرفداری از داعش در الشباب، جهانی است یا خیر؛ و علی‌رغم شواهدی مبنی بر تماس و همکاری، این گروه، همچنان از نظر عملکردی، مستقل از داعش است. در سال ۲۰۲۱، در نتیجه وابستگی الشباب به داعش، این گروه، توسط آمریکا، به عنوان یک گروه تروریستی معرفی شد.